# António Escudeiro
António Virgílio Huret Escudeiro (* 2. Juli 1933 in Lobito, Angola; † 21. September 2018 in Lissabon, Portugal) war ein portugiesischer Kameramann und Filmregisseur.

## Leben
António Escudeiro wurde in der Hafenstadt Lobito geboren, in der damaligen portugiesischen „Überseeprovinz“ Angola. Sein Vater war nach Angola gekommen, um als Ingenieur beim Bau des letzten Abschnitts der Benguelabahn bis Dilolo mitzuarbeiten. Er machte dort Karriere und stieg bis zum Direktor der Bahn auf. António Escudeiro verlebte eine unbeschwerte Kindheit im Kreis seiner wohlhabenden Familie und sah, im Vereinshaus des Lobito Sport Clube, seine ersten Kinofilme, darunter Casablanca und Western von John Ford.
Nach der Grundschule in Lobito besuchte er einige Zeit das Liceu Liceu Nacional Diogo Cão in Sá da Bandeira (heute Lubango) und ging 1945 nach Lissabon, um dort sein Abitur zu machen und Jura an der Universität Lissabon zu studieren. In den 1950er Jahren wurde er in der Filmklub-Bewegung aktiv, in den Filmklubs CCUL (der Universität Lissabon) und Imagem. Mit einem Stipendium der Gulbenkian-Stiftung besuchte er 1963 und 1964 die London School of Film Technique und drehte nach seiner Rückkehr nach Portugal vor allem Werbefilme, als Kameramann. 1968 stieß er zum Wochenschau-Team von António da Cunha Telles, bevor er ab 1970 Kameramann für die Produktionen von Francisco de Castro wurde.
1975 war er erstmals Kameramann bei einem langen Spielfilm, für Os Demónios de Alcácer Quibir (Portugiesisch für: „Die Dämonen von Ksar-el-Kebir“, 1977 erschienen) des ebenfalls in Angola geborenen Regisseurs José Fonseca e Costa. Seine gelungene Kameraarbeit für diesen politischen Film aus der enthusiastischen Zeit nach der Nelkenrevolution weckte die Aufmerksamkeit der Filmkritiker. Seither konnte er immer wieder als Kameramann überzeugen, erlangte aber auch als Regisseur die Anerkennung der Cineasten, insbesondere für seine Dokumentarfilm über die portugiesische Diaspora. 1980 war er Kameramann der erfolgreichen Kriminalkomödie Kilas, o Mau da Fita.
Zunächst als Partner Isabel Colaços in der Produktionsfirma Zebra Filmes, danach alleine, produzierte Escudeiro seither seine verschiedenen dokumentarischen und halbdokumentarischen Filme selbst, meist für den öffentlich-rechtlichen Fernsehsender Rádio e Televisão de Portugal (RTP). Als Kameramann hielt er sich weitgehend fern von kommerziellen Produktionen und drehte kaum noch Spielfilme.
Für seinen Dokumentarfilm Separados Nós (1999, über das Pflegeheim von Telhal für psychisch Kranke) erhielt er beim San Francisco International Film Festival einen Ehrenpreis.
2007 drehte er Adeus, Até Amanhã, einen sehr ruhigen und sehr persönlichen Dokumentarfilm, in dem er voller Neugier und Zuneigung das heutige Angola bereiste und dort sowohl ein Land im Aufbruch als auch die Spuren seiner Jugend fand.
Escudeiro war Ehrenmitglied der Associação de Imagen Portuguesa (AIP), der Verband der portugiesischen Kameraleute. Nach einem letzten Kurzfilm 2008, bei dem er sowohl die Regie als auch Kamera und Drehbuch zeichnete, drehte er nicht mehr und setzte sich zunehmend zur Ruhe.
Am 21. September 2018 starb er im Alter von 85 Jahren nach langer Krankheit in Lissabon und wurde auf dem dortigen Cemitério do Alto de São João beigesetzt.

## Filmografie

### Kamera
- 1968: Tapeçaria, Uma Tradição Que Revive (Kurzfilm, Doku.); R: António-Pedro Vasconcelos
- 1976: Os Demónios de Alcácer-Kibir; R: José Fonseca e Costa
- 1976: Cantigamente (Fernsehserie, Folgen 4 und 6, auch Regie)
- 1977: Antes do Adeus; R: Rogério Ceitil
- 1978: Der König Der Berlengas-Inseln (O Rei das Berlengas); R: Artur Semedo
- 1978: Ma Femme Chamada Bicho (Doku.); R: José Álvaro Morais
- 1979: Der Graf von Monte Christo (Fernsehmehrteiler); R: Denys de La Patellière
- 1979–1980: Zé Gato (Fernsehserie)
- 1980: Kilas, o Mau da Fita; R: José Fonseca e Costa
- 1980: Mombasa (auch Regie)
- 1981: A Carta Roubada (Kurzfilm); R: Ruy Guerra
- 1983: Travessia: Viagem à Memória do Tempo (Fernsehfilm, auch Regie)
- 1984: A Ilha de Moraes ; R: Paulo Rocha
- 1987: Confidências (Kurzfilm); R: Cristina Hauser
- 1988: Matar Saudades; R: Fernando Lopes
- 1989: Mar à Vista; R: José Nascimento
- 1990: William Beckford em Portugal (Fernsehfilm, auch Regie)
- 1993: Eu Vi a Luz Num País Perdido (Fernsehfilm, auch Regie)
- 1995: O Jogo (Kurzfilm); R: José Manuel de S. Lopes
- 1998: Lisboa Los Angeles - Sem Destino; R: Rui Goulart
- 2002: As Dioptrias de Elisa (Fernsehfilm, auch Regie)
- 2008: Velocidade de Sedimentação (Kurzfilm, auch Regie)

### Regie
- 1970: Covilhã - Cidade da Serra e do Vale (Kurzfilm, Doku.)
- 1973: Angola, Terra do Passado e Futuro (Doku.)
- 1975: Eleições 75 (Doku.)
- 1975: De Sol a Sol (Kurzfilm, Doku.)
- 1975: As Armas e o Povo (Doku.)
- 1976: Cantigamente (Fernsehserie, Folge 6, auch Kamera)
- 1980: Tróia, Portugal (Kurzfilm, Doku.)
- 1980: Mombasa (Doku., auch Kamera)
- 1980: Goa (Doku.)
- 1983: Travessia: Viagem à Memória do Tempo (Fernseh-Dokumentation, auch Kamera)
- 1990: William Beckford em Portugal (Fernsehfilm, auch Kamera)
- 1991: Para Josefa (Fernsehfilm)
- 1993: Eu Vi a Luz Num País Perdido (Fernsehfilm, auch Kamera)
- 1999: Separados Nós (Doku.)
- 2001: Ouvir Ver Macau (Doku.)
- 2002: As Dioptrias de Elisa (Fernsehfilm, auch Kamera)
- 2007: Adeus, Até Amanhã (Doku.)
- 2008: Velocidade de Sedimentação (Kurzfilm, auch Kamera)